# 윌리엄 올드
윌리엄 올드(영어: William Auld IPA: [ˈwɪljəm ˈɔːld], 에스페란토: Ŭiljamo Aŭldo 윌랴모 아울도, 1924년 11월 6일~2006년 9월 11일)는 스코틀랜드의 시인이다. 주로 에스페란토로 작업하였다. 주요 작품은 《유년의 종(種)》(에스페란토: La infana raso)이다.

## 생애
1924년 잉글랜드 켄트주에서 태어났다. 13세에 에스페란토를 배웠으나, 1947년까지는 이에 대하여 크게 활동하지 않았다. 1942~1946년 동안 영국 공군 조종사로 제2차 세계 대전에 참전하였다.
전후에는 스코틀랜드로 이사하였고, 에스페란토로 시를 번역 및 창작하기 시작하였다. 주요 작품인 《유년의 종(種)》(에스페란토: La infana raso)은 총 25장으로 된 장편시이며, 이는 다개국어로 번역되었다.
1977년부터 1980년 사이에는 세계 에스페란토 협회의 부회장을 맡았고, 1979년~1983년에는 에스페란토 학술회 회장을 맡았다.
2000년에 알렌 문화상(에스페란토: Kulturpremio de la urbo Aalen)을 수상하였다. 2006년 사망하였다.

## 작품 목록

### 시집
- 《4인조》(에스페란토: Kvaropo, 1952년, 존 딘우디(John Dinwoodie), 존 프랜시스(John Francis), 레토 로세티 공저)
- 《유년의 종(種)》(에스페란토: La infana raso, 1956년)
- 《한 손가락으로 연주한 멜로디》(에스페란토: Unufingraj melodioj, 1960년)
- 《기분》(에스페란토: Humoroj, (1969년)
- 《시로 쓴 편지》(에스페란토: Rimleteroj, Marjorie Boulton과 공저, 1976년)
- 《하나의 푸르른 삶으로부터》(에스페란토: El unu verda vivo, 1978년)
- 《흘러가는 배 위에서》(에스페란토: En barko senpilota, 1987년)
- 《우리 가운데 하나》(에스페란토: Unu el ni, 1992년)

### 노래·악보집
- Floroj sen kompar’ (Margaret Hill 공저, 1973년)
- Kantanta mia bird' (Margaret Hill 공저, 1973년)
- Dum la noktoj (Margaret Hill · David Hill 공저, 1976년)

### 교재
- Esperanto: A New Approach (1965년)
- Paŝoj al plena posedo (1968년)
- A first course in Esperanto (1972년)
- Traduku!  (1993년) — ISBN 0-902756-23-0; ISBN 978-0-902756-23-6

### 에세이집
- Facetoj de Esperanto (1976년)
- Pri lingvo kaj aliaj artoj (1978년)
- Enkonduko en la originalan literaturon de Esperanto (1979년)
- Vereco, distro, stilo (1981년)
- Kulturo kaj internacia lingvo (1986년)
- La fenomeno Esperanto (1988년)
- La skota lingvo, hodiaŭ kaj hieraŭ (1988년)
- Pajleroj kaj stoploj : elektitaj prozaĵoj (1997년)